# Vlag van Kraainem
De vlag van Kraainem werd door de gemeenteraad op 20 maart 1984 officieel vastgesteld als de gemeentelijke vlag van de Vlaams-Brabantse gemeente Kraainem. Op 3 december 1984 werd hij door het Bestuur van Vlaanderen bevestigd en uiteindelijk gepubliceerd op 8 juli 1986 in het officiële Belgisch Staatsblad.
Officieel wordt de vlag beschreven als:
Twee even lange banen van blauw en van geel, met in de broektop een gele pot
De kleuren van de vlag en de pot komen uit het gemeentewapen.

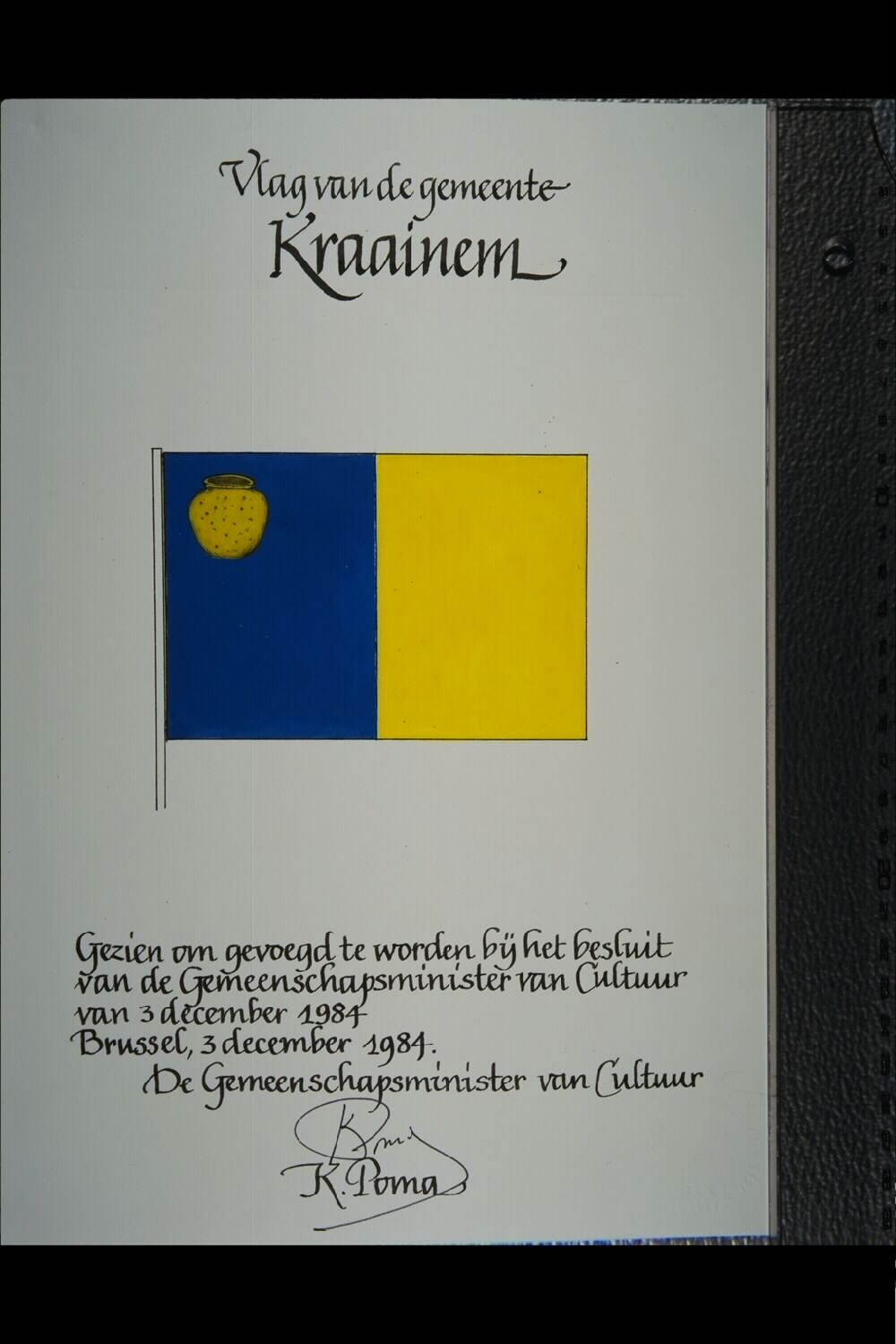
Ontwerp vlag getekend door Karel Poma